# 馬斯金格姆縣
馬斯金格姆縣（英語：Muskingum County）是美國俄亥俄州東南部的一個縣。面積1,742平方公里。根據2020年美國人口普查，共有86,410人。縣治占茲維 (Zanesville)。
成立於1804年3月1日，縣名譯自印第安語，意思是「河畔」或者「赤鹿的眼」。